# آستین دی‌لوکس
��
آستین دی‌لوکس (Austin de Luxe) خودرویی است که در سال‌های ۱۹۷۴–۱۹۷۵تولید شده‌است. طراحی آن خودروهای موتور جلو-محور جلو بوده ‌است. 